# 張乃文 (配音員)
張乃文（1988年11月4日－ ）為台灣女性配音員、廣播節目助理主持人。

## 人物介紹
- 除了擔任廣播節目《動漫我要聽》助理主持人及企劃、電波里書店店長，另外也有擔任英翻中翻譯和中日口譯。
- 東吳大學日文系畢業，曾赴同志社大學當交換學生。
- 本身是動漫迷，所以對於自己翻譯的日本動畫作品都是全力以赴完成。
- 最喜歡的日本聲優是鳥海浩輔。

## 配音作品
- 主要角色名稱以粗體顯示。

### 台灣動畫電影
- 《重甲機神 Baryon》：艾希薇婭·凱芙 ※2016先行版
- 《重甲機神：神降臨》：艾希薇婭·凱芙 ※於2019年11月上映。

### 台灣動畫
- 《遺失時間的夏日》：少年A[2]
- 《夢見》：路人女、同學甲
- 《國寶神獸闖天關》（日語）：仙尨

### 台灣遊戲
- 《末日少女》（中日文配音）：白石薰、波間七海、早乙女梓乃、千家小鈴、藥師寺胡桃、小倉夏海、菊地光、伊瀨梨央、霧山美希、綾小路歌乃、諏訪葵、相澤美月、涼宮莉乃、雪野冬美、加藤真理亞、神坂凜風
- 《月之潮》：伶夏
- 《夏夜鬼談》：夏芊帆
- 《妖怪鳴歌錄》：一角獸
- 《花落冬陽》：楠希姐
- 《九日》：女媧、姬。兼遊戲聲音導演。

### 廣播劇
- 《馬桶上的阿拉丁》：葉瑤依、旁白
- 國內原創輕小說-罌籠葬廣播劇《眠水 罌籠葬聲繪集》 ：曹畔[3]
- 國內原創短篇漫畫-MOCO放漫畫Vol.1《凹透鏡的應用之道》：女店員
- 動漫我要聽與aniarc動漫新聞合作之「原作就是你！來征服所有人的耳朵吧！」特別企畫-五分鐘精靈：文太
- 《魔術方塊》：女同學

### 台灣電影
- 《瑪德2號》

### 中國大陸動畫
- 《小龍大功夫》：小龍

### 日本動畫
播映年份待查
- 《麵包超人》：魚腥草夫人、極光女王、化學弟弟、秋葵妹妹
- 《戰鬥陀螺爆烈世代》：小紫協屋、蒼井日夏、山吹明※Netflix版本
- 《流浪神差》（第二季）：梅雨、紝巴、藍巴、鈴巴、瑠巴、弁財天、萩原學

2015年
- 《未來卡片戰鬥夥伴》：虎堂昇、奈奈菜友子、霧雨正雪、朽繩照美
- 《紙箱戰機WARS》：瀨名新、仙道清香、梅麗莎
- 《叭噗麻吉》：叭噗

2016年
- 《食戟之靈》：新戶緋沙子、榊涼子、水戶郁魅、汐見潤、佐佐木由愛、小金井亞紀、四宮（少年）、美作（少年）、早津田充、木久知園果、露西·雨果　（2016-2018共三季※兼本作翻譯）。
- 《蒼穹之戰神Exodus》：卡農‧梅芬絲、遠見 千鶴、將陵佐喜、基絲·沃特、奧加·卡緹娜·貝特連可
- 《偽戀》：寶拉·馬可伊、桐崎華、彩風涼
- 《青年黑傑克》：青山、禔亞拉、澪
- 《逆轉裁判》：綾里千尋、松竹梅世、大場香、大澤木夏美、小成步堂、大瀧九太、蜜莉亞
- 《中二病也想談戀愛！戀》：小鳥遊十花、眠睡、夏美 ※第二季開始參與本作  ※兼本作翻譯
- 《抓狂一族》：花園媽、花子、服雄媽、黑髮女

2017年
- 《WWW.WORKING!!》：宮越華、柳葉美里、村主悟、進藤優太（幼年）、齊藤大地（幼年）
- 《JoJo的奇妙冒險：不滅鑽石》：川尻忍、川尻早人、山岸由花子、東方朋子、大柳賢、東方仗助（幼年）、明美、吉惠、玲子、虹村億泰（幼年）、虹村形兆（幼年）、杉本鈴美、美那子
- 《JoJo的奇妙冒險》：艾莉娜·潘德魯頓、莉莎莉莎、絲吉Q、波克、波克的姊姊、佩姬
- 《JoJo的奇妙冒險：星塵遠征軍》：荷莉·喬斯達、安、絲吉Q、恩雅婆婆、妮娜、Mannish Boy、蜜特拉、波因哥、瑪拉雅、呆頭鵝背面的女人、空條承太郎（小）、雪莉·波魯納雷夫
- 《鋼之鍊金術師 BROTHERHOOD》：愛德華·艾力克、愛莉希亞　※星空衛視版本
- 《偶像學園》第四季：白樺梨沙、西園寺椿、波照間南、音城星羅、姬里麻利亞、夏樹未來 ※MOMO親子台版本
- 《見習神仙精靈》：櫻井希、小沙琪、蓮吉／橘子、星野雛、仁科清美、成田金次、青山晴
- 《黑白來看守所》：Niko、Torowa、二舞下貓、梁（幼年）、神八、三藏法子、九十九的養母

2018年
- 《龍王的工作！》：空銀子、供御飯萬智、鹿路庭珠代、男鹿笹里
- 《噬血狂襲》OVA：曉凪沙、妮娜·亞迪拉德、妃崎霧葉、深洋少女組−1、葛蓮妲、奧蘿菈·弗洛雷斯緹納、拉·芙利亞·立赫班、蘭、南宮那月
- 《寶石之國》：辰砂、黑鑽石、翡翠
- 《機甲拳擊》：白都有希子
- 《救援特警隊》：石野米可

2019年
- 《棒球大聯盟2nd》：茂野泉美、眉村道壘、茂野桃子、松原、木村、岸本、圓谷、理子、睦子的母親、茂野吾郎（幼年）、佐藤光（幼年）
- 《點心大冒險》：茶普
- 《JoJo的奇妙冒險：黃金之風》：特莉休·烏納、布魯諾‧布加拉提（幼年）、"替身"性感手槍NO.7、梅梅尼、短髮富家女（"替身"娃娃臉生母）

2020年
- 《Re:從零開始的異世界生活》：愛蜜莉雅、庫珥修·卡爾斯騰、菲利克斯·阿蓋爾、梅莉·波特魯特、拉姆和雷姆的母親、『嫉妒魔女』莎緹拉、『暴食魔女』達芙妮、嘉飛爾（幼年時期）    ※新編集版、第二季
- 《地縛少年花子君》：花子君／柚木普、 柚木司
- 《虛構推理》：七瀨花凜／春子   ※客串
- 《地球防衛隊》：驅動空牙

2021年
- 《名偵探柯南：紅之校外旅行》：倉木麻衣   ※客串
- 《魔法水果籃》（2019年版）：魚谷亞里紗、草摩樂羅、草摩慊人、木之下南、草摩潑春（童年）、草摩梅休（利津的媽媽）、紅葉的媽媽、阿夾的媽媽
- 《棒球大聯盟2nd》（第二季）：關島星蘭、椛島亞妮塔、茂野泉美、山口、眉村道壘、茂野桃子
- 《萌可魯玩偶貓》：咪咪、月島舞良
- 《半妖的夜叉姬》：諸葉、珊瑚、小玲、大媽媽、紫織
- 《偶像學園Planet！》：陽明咲／Rose、堂場涼香、梅小路響子／Beat
- 《咒術迴戰》：禪院真希、伏黑津美紀、西宮桃、冥冥、小高田、吉野凪、小翼、小東堂、加茂母親
- 《幽遊白書》：藏馬（南野秀一／妖狐）、小閻王、雪村螢子、幻海、桑原靜流、螢子朋友（雙馬尾）、小勝的母親、美沙子、螢子的母親、魅由鬼、小兔、莉娜、才頭、軀、流石※八大綜合台版本，兼本作領班
- 《魔法科高中的劣等生：來訪者篇》：光井穗香、七草真由美、五十里啓、四葉真夜、瓦吉妮雅・巴藍斯、克蕾雅
- 《堀與宮村》：堀京子
- 《約定的夢幻島》：諾曼、安娜、洛西、克里斯提、菲爾、穆吉卡

2022年
- 《新幹線變形機器人Z》：新多進
- 《影宅》：露薏絲／露、莎拉／米亞、桃樂絲、愛德華（女聲）
- 《無職轉生～到了異世界就拿出真本事～》：魯迪烏斯·格雷拉特、艾爾莫亞、記憶的神子
- 《偵探已經，死了。》：夏凪渚、海爾、奧莉維婭
- 《現實主義勇者的王國重建記》：茱娜·多瑪、露露亞·阿米多尼亞、貞德·尤弗利亞、卡露拉·巴卡斯、艾莉夏·艾爾孚利登、尤諾
- 《月光下的異世界之旅》：巴、露易莎、尤諾·連布蘭多
- 《FGO絕對魔獸戰線巴比倫尼亞》：李奧納多·達文西、恩奇都
- 《射擊覺醒！激鬥瓶蓋人DX》：奈奈
- 《SPY×FAMILY間諜家家酒》：達米安·戴斯蒙德、〈夜帷〉費歐娜·佛洛斯特、卡蜜拉、裁縫店店長
- 《國王排名》：戴達（幼年）
- 《與變成了異世界美少女的大叔一起冒險》："盧修斯、優格蕾因、薩提娜、橘日向（幼年）、女神官
- 《神奇柑仔店》："倒楣堂"澱澱、真由美
- 《魯邦三世 PART6》：峰不二子、喬、梅賽德斯‧卡密洛、蓋比、海瑟、芬恩‧克拉克
- 《食鏽末世錄》：貓柳帕烏、普拉姆、丘比、陪酒小姐
- 《機動戰士鋼彈 水星的魔女》：米奧琳涅·連布蘭
- 《新网球王子U-17 World Cup》：龙崎樱乃、不二周助、坛太一、远山金太郎、华村葵

2023年
- 《鏈鋸人》：澤渡茜
- 《Dr.STONE 新石紀》：琥珀、小川杠、銀狼、莉莉安·韋恩伯格、達莉雅·尼奇提娜
- 《路人超能100》：淺桐美乃莉 ※木棉花版本

### 海外遊戲
- 《鬥陣特攻》：辛梅塔
- 《LINE爆彈少女》：林心儀
- 《絕對武力Online》：暗夜玫瑰－凜
- 《模型少女AWAKE》：岩田和江、弗吉尼婭、綠子、檸檬小子
- 《新楓之谷》：琳恩（女）

### 歐美動畫
- 《星際大戰：反抗軍起義》：希娜、桃拉
- 《傑克與夢幻島海盜》：海盜公主、拉比克、費恩
- 《小公主蘇菲亞》：詹姆士、潔德、祖伊
- 《宇宙小奇兵》：龍馬
- 《太空英雄》：阿喜
- 《熊熊遇見你》：皮璐璐
- 《艾蓮娜公主》：娜歐蜜、月神、卡門、蛾仙女、拉法、阿比翁、蕾貝卡
- 《魔髮奇緣》：卡珊卓拉、愛生氣
- 《神祕小鎮大冒險》（從第一季十三集開始）：
- 《公主闖天關》：
- 《龍族：救援騎士》：蕾拉
- 《彩虹小馬：Pony Life》：蘋果嘉兒、宇宙公主

### 韓國電影
- 《進擊的海女》：劉英珠
- 《操控遊戲》：楊世婷
- 《拼圖殺機》：世蓮

### 韓劇
- 《打架吧鬼神》：金賢智
- 《孤單又燦爛的神－鬼怪》：池恩卓、金善（高麗時代）
- 《姐姐還活著》：梁達熙、薛基燦（童年）、具必順、趙勇河、姜河世
- 《河伯的新娘》：尹素兒
- 《我男人的秘密》：奇次拉
- 《沒關係 不是機器人》：趙智雅／阿智3號
- 《花遊記》：陳富子／鄭世拉／阿斯女
- 《我身後的陶斯》：劉智妍、沈銀河、車俊秀
- 《天空之城》：金慧娜
- 《WWW請搜尋關鍵字》：車賢
- 《男朋友》：張美珍、趙惠仁
- 《一起吃飯吧》：李書妍
- 《巧克力》：韓善愛、李瑞勳、志容、志容媽媽
- 《想暫停的瞬間》：崔米卡
- 《Voice》：朴恩星
- 《第二次初戀》：楊敏智
- 《夫婦的世界》：呂多景
- 《狐狸新娘星》：韓夏天
- 《沒關係，是一家人》：金恩熙
- 《浪漫醫生金師傅2》： 車恩彩
- 《天才醫師耀漢》：姜詩瑛
- 《天氣好我去找你》：沈明如
- 《九尾狐傳》：南智雅/峨音
- 《我的ID是江南美人》：姜美來
- 《聽見愛情》：河恩珠
- 《怪咖！文主廚》：孔孝淑
- 《危險的約定》：延斗心
- 《回到18歲》： 秋艾琳
- 《女神降臨》：任朱靜
- 《哲仁王后》: 金昭容
- 《魷魚遊戲》: 姜曉、金純熙、仙女

### 特攝片
- 《假面騎士OOO》：里中惠理、真安酷（人形）
- 《豪快者 護星者 超級戰隊199英雄大決戰》：茉內
- 《劇場版 假面騎士Drive SURPRISE FUTURE》：花咲未來、澤神鈴奈
- 《劇場版 假面騎士x假面騎士 Ghost & Drive》：月村朱里、澤神鈴奈
- 《假面騎士1號》：月村朱里、伊古拉
- 《劇場版 假面騎士 平成世代 小精靈對EX-AID & Ghost with 傳說騎士》：月村朱里、武田上葉
- 《劇場版 假面騎士Ghost 100個眼魂與Ghost命運的瞬間》：月村朱里、傑依
- 《假面騎士×假面騎士 Wizard & Fourze MOVIE大戰Ultimatum》：城島悠希、大門凜子、美咲撫子、瑛雅、大木美代子、幼年三郎、幼年大太
- 《秘密X戰士美少女》：櫻衣心美、紅羽星羅
- 《假面騎士EX-AID》：仮野明日那/波比皮波帕波
- 《魯邦連者VS巡邏連者VS九連者》：明神司紗、哈米、佐久間小太郎、吉姆·卡特
- 《假面騎士×假面騎士 Drive & 鎧武 MOVIE大戰 Full Throttle》：詩島霧子
- 《機界戰隊全開者》：芙琳特·戈爾德茨卡、五色田八手、五色田美都子、神代玲花、崇帝示威的母親
- 《暴太郎戰隊Don Brothers》：鬼頭遙、Don村雨鯊、雉野美穗、倉持夏美
- 《國王戰隊帝王者》：李塔·加尼斯卡、庫蕾·烏魯芭努絲、艾美結月、拉丘洛、伊呂木、陽馬·卡斯特（童年）
- 《第一戰隊五獸者》：一河角乃、女王特加神

### 日本電影
- 《白雪公主殺人事件》：前谷美野里、間山姊
- 《白晝的流星》：與謝野雀
- 《第22年的告白：我是殺人犯》：牧村里香
- 《拉普拉斯的魔女》：羽原圓華
- 《賭博默示錄：最終遊戲》：桐野加奈子

### 日本動畫電影
- 《言葉之庭》：佐藤
- 《劇場版 無敵鐵金剛 / INFINITY》：莉莎
- 《哥吉拉：怪獸惑星》：優子、記者B
- 《哥吉拉：決戰機動增殖都市》：優子、瑪依娜、女B、女D
- 《瑪麗與魔女之花》：瑪麗·史密斯
- 《城市獵人 新宿 PRIVATE EYES》：近藤亞衣
- 《Re:從零開始的異世界生活：Memory Snow》：愛蜜莉雅
- 《Re:從零開始的異世界生活：冰結之絆》：愛蜜莉雅
- 《尋找小魔女DoReMi》：川谷麗香
- 《血戰-C：The Last Dark》：矢薙春乃、網埜優花、車站播音員
- 《龍與雀斑公主》：知/天使、U系統語音、小鈴的母親、佩姬·蘇、中井、蘇汶
- 《鈴芽之旅》：海部千果[4]

### 歐美動畫電影
- 《魔髮奇緣：幸福前奏》：卡珊卓拉
- 《玩具總動員4》：吱吱妹、櫈仔邦妮
- 《獅子王》(2019)：娜娜（成年）
- 《奇妙仙子 冬森林的秘密》(2012)：長春花仙子
- 《青春養成記》(2022)：茱莉亞

### 丹麥動畫電影
- 《築夢奇蹟》：米娜

### 德國動畫電影
- 《奇蹟小雨燕》：佛朗索、布麗姬、祖西

### 法國動畫劇集
- 《小王子》（2012/12/17東森電影台電視動畫）：小王子
- 《GO！GO！原子小金剛》：原子貓

### 加拿大動畫劇集
《鼠一鼠二》：小紫、玉米奶奶、小提米

### 歐美劇
- 《天才學園》：喬娜·巴克
- 《小潔的保姆日記》：路克·羅斯、布琳·布雷拔、珂琳
- 《舞動青春》（第二季）：希希·瓊斯（接替楊小黎）、喬琪·瓊斯
- 《超能高校生》：凱薩琳、珍妮

2023年
- 《航海王》：娜美、莉佳

### 韓國動畫
2012年
- 《Poli波力》：赫利、阿蓋、貝兒

2014年
- 《超級機器戰神》：柯利、赫拉

2017年
- 《魔車戰魂》：小燦、伊莎貝、利昂、丹比

2018年
- 《Running Man》：波波

### 其他動畫電影
- 《彩虹小馬特別篇：最棒的禮物》：蘋果嘉兒 ※美國和加拿大合製
- 《大腳冒險王》：亞當 ※法國和比利時動畫
- 《森林特攻隊：大腳丫家族》：雪麗※法國和比利時合製

### 其他遊戲
- 《傳說對決》：諾可西、令月※中國大陸和新加坡合製
- 《Garena 傳說對決》卡芬妮櫻吹雪宣傳影片

## 廣播節目
- 台北都會休閒音樂台《動漫我要聽》（大乃名義）